# George Washington Glick
George Washington Glick (4 de Julho de 1827 – 13 de Abril de 1911) foi o nono Governador do Kansas.
George Washington Glick foi criado na fazenda de seu pai perto de Greencastle, Ohio. Alistou-se para servir na Guerra Mexicano-Americana, mas não entrou em combate. Aos 21 anos entrou nos escritórios de advocacia de Buckland e Hayes (mais tarde o Presidente Rutherford B. Hayes); foi aceito à Ordem dois anos depois e criou um escritório de advocacia moderado, ganhando reputação como advogado esforçado. Glick mudou-se para Atchison, Kansas em 1859 e formou uma parceria com Alfred P. Otis. Serviu como soldado da União na 2ª Infantaria do Kansas durante a Guerra Civil. Eleito à Assembleia Legislativa do Kansas em 1862, exerceu por 14 dos 18 anos seguintes e foi Presidente Pro Tempore em 1876. Exerceu nas duas câmaras da assembleia legislativa. Glick era bem respeitado e considerado "justo e experiente" por seus colegas.
Foi eleito Governador em 1882 e exerceu até 1885. Também foi, apesar de ser o nono governador no total, foi apenas o primeiro Democrata a exercer como Governador do Kansas. A legislação promulgada durante seu mandato incluiu a criação de uma comissão ferroviária, uma lei de "estradas adequadas", reavaliação das leis tributárias e a criação de uma comissão sanitária para animais. Mais tarde, foi nomeado agente de pensões em Topeka pelo Presidente Grover Cleveland.
Após 15 anos de serviço cívico, George Click foi forçado a abandonar sua carreira política por causa de uma infecção na garganta que quase destruiu sua capacidade de falar. Continuou, no entanto, como advogado de várias ferrovias. Também administrou sua fazenda e exerceu como membro fundador e primeiro vice-presidente da Sociedade Histórica do Kansas.
Glick morreu em 1911 em Atchinson, Kansas.

## Reposição da estátua
Em 1914, o estado do Kansas doou uma estátua de mármore de Glick para a National Statuary Hall Collection do Capitólio dos Estados Unidos como uma de suas duas entradas permitidas. A estátua foi esculpida por Charles Niehaus, que esculpiu outras sete estátuas da coleção, incluindo a outra entrada do Kansas, o Senador John J. Ingalls, em 1905. Em 2003, o Kansas se tornou o primeiro estado a substituir uma estátua ao substituir Glick por uma estátua de bronze do ex-Presidente Dwight D. Eisenhower. A estátua de Glick foi transferida para o Kansas History Center, em Topeka.